# Смердея
Смердея́, Смердия (бел. Смердзія́, Смердзея) — река в Вилейском районе Минской области Беларуси, левый приток Вилии.
Река начинается западнее деревни Понятичи, течёт через лесной массив и впадает в Вилию в 1,5 км к югу от деревни Осиповичи.
Длина русла составляет 14 км. Площадь водосбора — 31 км². Средний наклон водной поверхности — 2 м/км.
В среднем течении, в 3 км к югу от деревни Глинное обустроен пруд. Площадь пруда составляет 2,18 км².
Русло реки канализовано на протяжении 8,6 км: 6 км от истока до пруда и 2,6 км от пруда до устья.
Фитопланктон в реке представлен главным образом зелёными и сине-зелёными водорослями. Часть пруда подвержена значительному зарастанию.
Обслуживанием пруда занимается рыбоводческое хозяйство «Вилейка».